# Африканский тетеревятник
Африканский тетеревятник (лат. Aerospiza tachiro) — вид хищных птиц из семейства ястребиных (Accipitridae). Распространён в Африке; встречается в Анголе, Ботсване, Бурунди, Центральноафриканской Республике, ДР Конго, Эритреи, Эфиопии, Кении, Лесото, Малави, Мозамбике, Намибии, Руанде, Сомали, Сомалиленде, Южной Африке, Южном Судане, Эсватини, Танзании, Уганде, Зимбабве и Замбии. Птица длиной от 36 до 39 см. Встречается в вечнозелёных лесах, приречных лесах в засушливых местностях и в экзотических плантациях на юге, востоке и севере Африки. Птицы патрулируя территорию издают короткие звуки «уит» или «чип»; самки издают звуки «кии-ууу».

## Подвиды и распространение
Выделяют четыре подвида:
- Aerospiza tachiro unduliventer (Rüppell, 1836) – Эритрея и Эфиопия
- Aerospiza tachiro sparsimfasciata (Reichenow, 1895) – от Сомали до Анголы, Замбия и Мозамбик
- Aerospiza tachiro pembaensis (Benson & Elliott, 1975) – остров Пемба
- Aerospiza tachiro tachiro (Daudin, 1800) – от юга Анголы до Мозамбика и Южной Африки